# قانون توبون

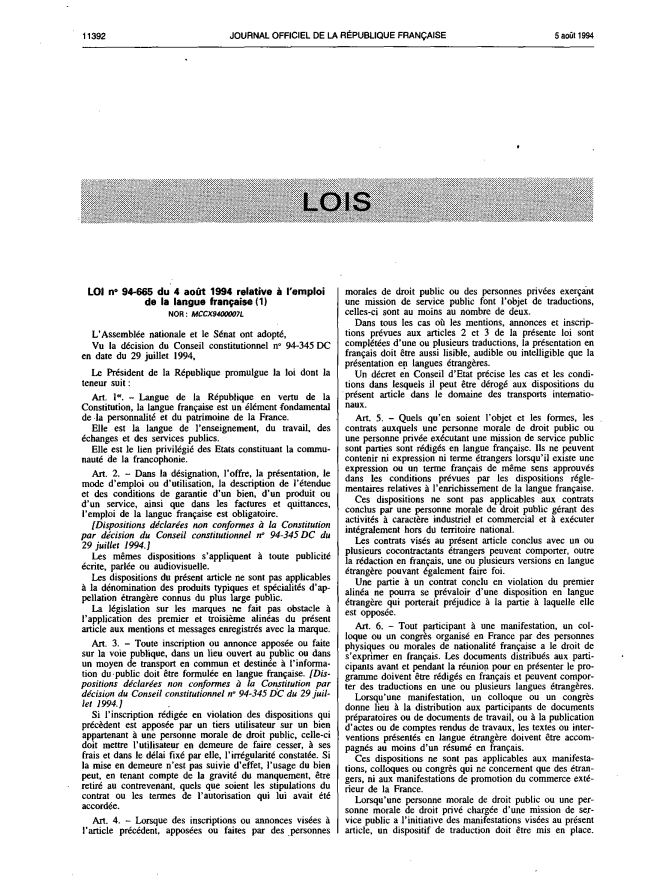
نص القانون في الجريدة الرسمية للجمهورية الفرنسية

قانون رقم 94-665 في 4 أغسطس 1994 المتعلق باستخدام اللغة الفرنسية ويعرف باسم قانون توبون (بالفرنسية: Loi Toubon)‏، نسبة إلى وزير الثقافة جاك توبون، هو قانون سنّته الجمهورية الفرنسية في 4 أغسطس 1994، يهدف إلى حماية اللغة الفرنسية وتراثها، ويتركز على ثلاثة أهداف رئيسية هي: إثراء اللغة؛ والالتزام باستخدام اللغة الفرنسية ؛ والدفاع عن الفرنسية بصفتها اللغة الرسمية للجمهورية (المادة 2 من دستور عام 1958).
كما تهدف لضمان أسبقية استعمال المصطلحات الفرنسية التقليدية عوض مصطلحات الأنجليسسم، لضمان سيادة الفرنسية في فرنسا. واستجابة لتزايد استخدام اللغة الإنجليزية في فرنسا، ولا سيما في الإعلانات التجارية، حيث يلزم قانون توبون جميع الإعلانات والملصقات الترويجية أن تكون مكتوبة باللغة الفرنسية.
كما يلقب قانون توبون بقانون أول غود Allgood ,وهي ترجمت لمرفيمات كلمة توبون «توت بون» (tout bon).

## خلفية
تدخلت الدولة الفرنسية في الواقع اللغوي عبر عدة قوانين، أهمها التي أصدرتها سنوات 1490، 1510، 1539م وهذا الأخير هو الأشهر والمعروف بقانون فيلي كوتري. سعت هذه القوانين إلى إبعاد اللاتينية والإسبانية والإيطالية من الساحة الفرنسية.
كما أبعدت لغات فرنسا ولهجاتها الأصلية التي تعدّ بالعشرات ومن بينها اللغة الباسكية والكاتالانية والبروطانية إلى جانب ما يعتبره اللغويون الفرنسيون بلهجات فرنسا: كاللهجة الفلامانيكية المنتمية إلى اللغة الهولندية واللهجة الألزاسية المنتمية إلى اللغة الألمانية واللهجة الكورسيكية المنتمية إلى اللغة الإيطالية.
وبواسطة قانون توبون الصادر سنة 1994 قامت بمنع استعمال اللغات الأجنبية خصوصًا الإنجليزية في المعاملات التجارية وإعلاناتها. ووصل هذا القانون قمته عندما أراد الوزير توبون إزالة بعض الكلمات الإنجليزية مترسخة في القاموس اللغوي الفرنسي منذ قرون.

## مجال تطبيق القانون
يلزم القانون استخدام اللغة الفرنسية في المطبوعات الحكومية الرسمية، وفي جميع الإعلانات، وفي جميع أماكن العمل ، وفي العقود التجارية، وفي جميع المدارس التي تمولها الحكومة.
وفي الخواص، يستثني القانون الاتصالات غير التجارية، مثل منشورات الويب غير التجارية. كما لا تشمل بعض أنواع من الكتب، والأفلام وغيرها من الاتصالات التي لا تدخل في فئة النشاط التجاري . ومع ذلك، ينص القانون على استخدام اللغة الفرنسية في جميع البرامج السمعية البصرية، مع وجود استثناءات في ما يخص المصنفات الموسيقية والأفلام في«نسختها الأصلية». ويخضع البث الموسيقي لقواعد ذات صلة بهذا القانون تلزمه بحد أدنى من الأغاني باللغة الفرنسية في الإذاعة والتلفزيون. وجنبا إلى أي مصطلح أو جملة بلغة أجنبية يجب أن تظهر ترجمتها الفرنسية.

## وصلات خارجية
- اللغة والهوية في سياق تاريخي جريدة الشرق الأوسط